# Saxetania sulcata
Saxetania sulcata is een rechtvleugelig insect uit de familie Pamphagidae. De wetenschappelijke naam van deze soort is voor het eerst geldig gepubliceerd in 1963 door Bey-Bienko.